# Station Facture-Biganos
Station Facture-Biganos  of Biganos-Facture  is een spoorwegstation in de Franse gemeente Biganos.
Het ligt aan de spoorlijn van Station Bordeaux-Saint-Jean naar het Spaanse Irun en wordt bediend door treinen van het netwerk TER Nouvelle-Aquitaine die rijden tussen Bordeaux-Saint-Jean en de stations Arcachon, Tarbes, Pau en Hendaye. In de weekeinden stoppen er enkele TGVs (dienst Paris Montparnasse - Arcachon.
Station Biganos-Facture is het laatste station voor de splitsing van de lijn in de richtingen Arcachon en Irun.
Het wereldsnelheidsrecord op rails van 28 en 29 maart 1955 werd gevestigd op de spoorlijn tussen Biganos-Facture en Station Morcenx, aan de lijn richting Irun. De speciaal aangepaste locomotieven CC 7107 en BB 9004 behaalden toen topsnelheden van 321 en 331 km/u.
Het station heeft loketten die op alle dagen geopend zijn, kaartautomaten en een wachtruimte.